# Georg Matzdorff
Georg Matzdorff (* 28. November 1863 in Breslau; † 7. Oktober 1930 in Berlin) war ein deutscher Architekt und kommunaler Baubeamter in Berlin.

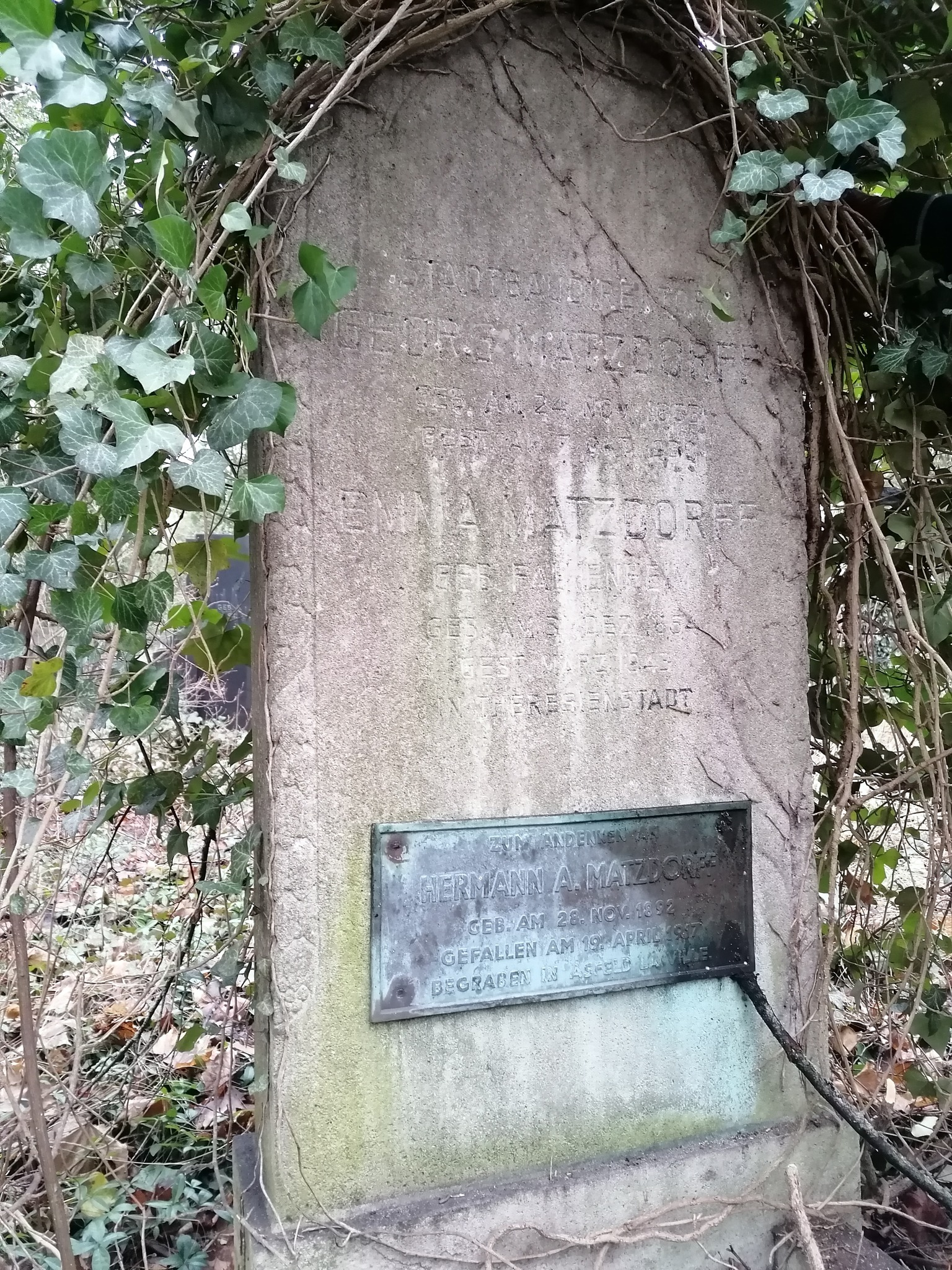

## Leben
Georg Matzdorff wurde im November 1863 als Sohn des Hermann Hirschel Matzdorff (1809–1888) und seiner Ehefrau Blondine Braine Matzdorff geborene Rosenstock (1835–1914) in Breslau geboren. Die Familie war jüdischen Glaubens. Georg war das einzige Kind. Nach der Schulausbildung studierte er Architektur in Berlin.
Ab der Mitte der 1890er-Jahre war er in der Bauverwaltung der Stadt Berlin tätig, er stieg dort zum Magistratsbaurat auf. Er arbeitete sehr eng mit Ludwig Hoffmann zusammen, der 1896 Stadtbaurat in Berlin wurde und fast drei Jahrzehnte mit zahlreichen öffentlichen Bauten die Architektur der Hauptstadt prägte. Georg Matzdorff konnte insbesondere im Schulbau der Hauptstadt Akzente setzen.

„Um mich hierbei dem architektonisch-künstlerischen Teile der Arbeit voll und ganz hingeben zu können, mußte ich mich von dem rein geschäftlichen und dem konstruktiv-technischen Teil derselben möglichst entlasten. In dem Stadtbaumeister Matzdorff erkannte ich einen überaus eifrigen, fleißigen, gewissenhaften und kenntnisreichen Techniker und Geschäftsmann von ungewöhnlicher Arbeitskraft, der diese Arbeiten vorzüglich leitete. Ohne ihn hätte ich meine vielseitige künstlerische Tätigkeit nicht sorgsam durchführen können.“

Zu seinem bekanntesten Schulbauwerk außerhalb von Berlin zählt das imposante Schulgebäude mit Wohnhaus des Philanthropin in Frankfurt am Main, das nach 15 Monaten Bauzeit 1908 eröffnet wurde. Matzdorff gewann einen internen Wettbewerb und erhielt die Aufgabe, auf einem etwa 4800 Quadratmeter großen Grundstück an der Hebelstraße im Nordend von Frankfurt eine Realschule mit neun Klassen und eine Höhere Mädchenschule mit zehn Klassen sowie verschiedene Spezialräume (wie Aula, Bibliothek, Zeichensaal, Gesangssaal, Kombinationssaal, Hörsaal für Physik, Turnsaal, Handfertigkeitsklasse, Milchküche) zu schaffen.
Matzdorff löste die Aufgabe dadurch, dass er ein Vordergebäude an der Hebelstraße mit einem senkrecht dazu stehenden Seitenflügel kombinierte. Auf einer bebaubaren Grundfläche von nur knapp 1500 Quadratmetern entstand ein viergeschossiges Gebäude mit Satteldach. Das Gebäude umschließt eine etwa 3000 Quadratmeter große Hofanlage. Die Baukosten sollen 790.000 Mark betragen haben. Matzdorff fertigte alle Bauentwürfe an und behielt die Oberbauleitung bei der Bauausführung. Die Bauleitung vor Ort hatte Ernst Hiller. Der sehr zurückhaltende künstlerische Schmuck des Gebäudes stammte von Julius Obst, einem früheren Schüler des Philanthropin.
Zu den Schulen, die er zusammen mit Ludwig Hoffmann und weiteren Kollegen in Berlin realisierte, zählen insbesondere die Gemeindedoppelschule in der Glogauer Straße 12–16 (1898–1899) in Berlin-Kreuzberg, die Gemeindeschule in der Rigaer Straße 81/82 (1899–1901) in Berlin-Friedrichshain sowie die Gemeindeschule in der Ellerbeker Straße 7–8 (1913–1914) in Berlin-Gesundbrunnen.
Georg Matzdorff starb im Alter von fast 67 Jahren am 7. Oktober 1930 in Berlin. Er wurde auf dem Jüdischen Friedhof Berlin-Weißensee beigesetzt, wo auch die Eltern seiner Ehefrau begraben sind. Er war seit 9. November 1891 mit Emma Matzdorff geborene Falkenheim verheiratet. Emma Falkenheim wurde am 31. Dezember 1864 in Kosten (Provinz Posen) als Tochter des Isaac Falkenheim und seiner Frau Luise geborene Wiedemann geboren. Aus der Ehe gingen drei Kinder hervor: Hermann Alfred (1892–1917), Hedwig (1895–1971) und Marie Helene (1897–1992). Hermann Alfred fiel im Ersten Weltkrieg. Hedwig heiratete Erich Lange und lebte zur Zeit der Judenverfolgung in einer privilegierten Mischehe in Berlin. Marie Helene liierte sich mit Emil Arensberg, zog zunächst nach Hamburg und floh schließlich nach Stockholm. Beide Töchter überlebten den Zweiten Weltkrieg. Emma Matzdorff wurde am 14. September 1942 in das KZ Theresienstadt deportiert und dort im Juni 1943 ermordet. Für sie wurde im November 2012 ein Stolperstein in Berlin-Steglitz verlegt.

## Bauten
- 1898–1899: Gemeindedoppelschule in Berlin-Kreuzberg, Glogauer Straße 12–16 (zusammen mit Ludwig Hoffmann)
- 1899–1901: Gemeindeschule in Berlin-Friedrichshain, Rigaer Straße 81–82 (zusammen mit Ludwig Hoffmann)
- 1902–1904: Gemeindeschule in Berlin-Moabit, Waldenserstraße 20–21 (zusammen mit Ludwig Hoffmann)
- 1906–1908: Gemeindeschule in Berlin-Friedrichshain, Lasdehner Straße (zusammen mit Ludwig Hoffmann)
- 1907–1908: Philanthropin in Frankfurt am Main, Hebelstraße
- 1908–1910: Gemeindeschule in Berlin-Wedding, Lütticher Straße 37–39 (zusammen mit Ludwig Hoffmann)
- 1913–1914: Gemeindeschule in Berlin-Gesundbrunnen, Ellerbeker Straße 7–8 (zusammen mit Ludwig Hoffmann)

## Schriften
- Beschreibung des neuen Schulgebäudes. In: Programm der Realschule der Israelitischen Gemeinde Philanthropin (Realschule und Höhere Mädchenschule) zu Frankfurt a. M. 1908/1909. Kumpf & Reis, Frankfurt am Main 1909, S. 3–20.